# 초이텐역
초이텐역(Bahnhof Zeuthen)은 브란덴부르크주 다메슈프레발트군 초이텐에 있는 베를린 S반의 철도역이다. 초이텐의 중심지는 약 500 m 떨어져 있다.
S반 승강장은 1면 2선 섬식 승강장이다. 주 출입구는 승강장 북쪽 방면이며, 보행자 터널로 선로 양쪽과 연결된다. 역 남쪽에는 철도 건널목이 위치해 있다.

## 역사
1868년 5월 24일에 역이 개통했고, 초이텐의 미어스도르프에 있었던 항켈 야적장(Hankels Ablage)에서 이름을 따 와서 항켈스 압라게 부데 21(Hankels Ablage Bude 21)역으로 개업했다. 개통 초기에는 일부 열차만 정차했으며, 1874년 6월 1일부터 정규 정차역이 되었다. 1892년에는 항켈스 압라게 초이텐역(Hankels Ablage Zeuthen)으로 개칭되었다.
개통 당시의 승강장은 현재 위치 남쪽에 있었고, 1897년 11월 1일 신역사 건설에 따라서 약 200 m 북쪽으로 이설되었다. 이때부터 초이텐역으로 불리기 시작했다.
제2차 세계 대전으로 인하여 1945년 4월 중부터 그 해 6월 21일까지 영업을 중단했다. 1951년 4월 30일에 S반 전동차 운행이 시작되었다. 1960년대 말에는 교행 선로가 설치되었다. 2001년 2월 19일에는 승강장 남쪽으로 새로운 출구가 개설되었다.
2018년부터 접근성 개선 공사가 시작되었다. 지하도 시설 개선 및 엘리베이터 3기 설치가 예정되어 있고, 승강장 통로 계단도 재건축된다. 2019년 10월에 완공 예정이었으나 여러 번 지연 끝에 2023년에도 완공되지 않았고, 정확한 완공 일자도 확정되지 않았다.

## 인접 철도역
| 베를린 S반                   | 베를린 S반 | 베를린 S반                        |
| ---------------------------- | ---------- | --------------------------------- |
| 아이히발데 베스트엔트 방면   | S46        | 빌다우 쾨니히스 부스터하우젠 방면 |
| 아이히발데 비르켄베르더 방면 | S8         | 빌다우 방면                       |